# 锦水河
锦水河，又名平阴河，中华人民共和国山东省济南市平阴县的一条黄河支流，属季节性河流，全长15公里，来水面积57.2平方公里。

## 流域
锦水河发源于平阴县城东南部，水源有三股，主流为城东南桥口村一带山峪来水，另有一股来自分水岭以西的孙官庄、胡庄、尹庄、十里铺一带山区，最后一股来自城东的山峪（东沟）；三股来水在县城南门（古称锦川门）外成“川”字汇流到一起，后环城而行，因其水流潆洄、清澈平缓，秋日澄泓一派，纹错如锦，而被称为“锦水河”。锦水河旧时县志中，将“锦水秋潆”列为“平阴八景”之一。
锦水河绕平阴老城一周后，原在城西阮二庄村东入黄河，为黄河的一级支流，流域面积57.2平方公里。1968年，修建田山电灌工程，一级干渠两侧排水干沟为主要排水河道，在田山一级站排水入黄河，锦水河原河道被废弃。